# 鳳凰 (張大豫)
鳳凰（386年二月—287年七月）是五胡十六国時期張大豫在涼州自號撫軍將軍，涼州牧所自立的年号，共計2年。

## 紀年對照表
| 鳳凰 | 元年  | 二年  |
| ---- | ----- | ----- |
| 西元 | 386年 | 387年 |
| 干支 | 丙戌  | 丁亥  |

## 同期存在的其他政權年號
- 中國
  - 太安（385年－386年）：前秦——苻丕之年號
  - 太初（386年－394年）：前秦——苻登之年號
  - 白雀（384年－386年）：後秦——姚萇之年號
  - 建初（386年－394年）：後秦——姚萇之年號
  - 燕元（384年－386年）：後燕——慕容垂之年號
  - 建興（386年－396年）：後燕——慕容垂之年號
  - 更始（385年－386年）：西燕——慕容沖之年號
  - 昌平（386年）：西燕——段隨之年號
  - 建明（386年）：西燕——慕容顗之年號
  - 建平（386年）：西燕——慕容瑤之年號
  - 建武（386年）：西燕——慕容忠之年號
  - 中興（386年－394年）：西燕——慕容永之年號
  - 建義（385年－388年）：西秦——乞伏國仁之年號
  - 太安（386年－389年）：後涼——呂光之年號
  - 登國（386年－396年）：北魏——道武帝拓跋珪之年號

## 深入閱讀
- 李崇智. . 北京: 中華書局. 2004年12月. ISBN 7101025129.